# Henryk Pracki
Henryk Pracki (ur. 27 maja 1931 w Inowrocławiu, zm. 8 czerwca 2007 w Warszawie) – polski prawnik, specjalista w dziedzinie prawa karnego, zastępca Prokuratora Generalnego RP, Prokurator Krajowy w latach 1996–2001.

## Życiorys
Uczeń Gimnazjum i Liceum im. Jana Kasprowicza w Inowrocławiu, gdzie zdał w 1950, egzamin dojrzałości jako uczeń klasy XI A do której uczęszczał także późniejszy prymas polski ks. Józef Glemp. W latach 1950–1954 był studentem Uniwersytetu Jagiellońskiego. Jako magister prawa kontynuował pracę naukową w Katedrze Prawa Karnego pod kierunkiem prof. Władysława Woltera, którą był zmuszony przerwać z powodu obowiązkowego nakazu pracy w Powiatowej Prokuraturze w Wadowicach. Po awansie pracownik Prokuratury Wojewódzkiej, a następnie od 1970, pracownik Prokuratury Generalnej w Warszawie. W 1980, uzyskał stopień doktora nauk prawnych na Wydziale Prawa i Administracji UJ.        
W latach 1996–2001 był kierownikiem Prokuratury Krajowej, jednocześnie pełniąc funkcję zastępy prokuratura generalnego. 

## Odznaczenia
- Krzyż Oficerski Orderu Odrodzenia Polski